# Remskärare

Remskärare.

En remskärare är ett handverktyg som används inom hantverksmässigt arbete med läder. Remskäraren används för att skära ut en jämn rem med fast bredd ur ett större stycke läder.
En remskärare består av en skärande egg som sitter monterad parallellt med ett mothåll som också fungerar som handtag. Avståndet mellan eggen och mothållet bestämmer remmens bredd. Remskärare för remmar på 1-5 mm har vanligen fasta avstånd, medan remskärare för remmar upp till 10 cm vanligen har varierbart avstånd. För att skära en jämn rem är det nödvändigt att den ena sidan av arbetsstycket redan är rakskuren. Om det har ojämnheter kopieras dessa av remskäraren. Arbetsstycket läggs i remskäraren med den rakskurna sidan mot mothållet, sedan för man remskäraren i en jämn, lugn takt längs med den rakskurna kanten.
Inom läderindustrin finns remskärningsmaskiner med ett flertal parallella eggar. Genom att variera antalet eggar och avståndet mellan dem kan man skära ut remmar av olika bredd. Remskärningsmaskiner skär en hel eller halv hud i taget och är oberoende av vilken fason hudarnas kanter har.   